# Lauf-Feldmaus
Die Lauf-Feldmaus (Akodon cursor) ist ein im östlichen Brasilien verbreitetes Nagetier in der Gattung der Südamerikanischen Feldmäuse. Das Typusexemplar stammt aus der Gemeinde Lagoa Santa im Bundesstaat Minas Gerais.

## Merkmale
Männchen sind mit einer durchschnittlichen Kopf-Rumpf-Länge von 120,5 mm, einer Schwanzlänge von etwa 93 mm, mit ungefähr 24 mm langen Hinterfüßen und mit 19 mm langen Ohren größer als Weibchen. Diese sind ohne Schwanz etwa 115 mm lang, die Schwanzlänge liegt bei 90 mm, die Hinterfüße erreichen 23 mm Länge und die Ohren sind etwa 18 mm lang. Das dunkel- bis goldbraune Fell der Oberseite wird zu den Flanken hin heller. Es enthält wenige schwarze Haare. Unterseits ist hellgraues bis gelbliches Fell vorhanden. Mehrere Exemplare besitzen einen weißlichen Fleck auf der Kehle. Wenn die Vibrissen zurückgebogen werden, erreichen sie die Vorderkante der Ohren. Typisch sind Ohren mit kurzen Haaren und gelegentlich ein weißer Fleck auf der Stirn. Bei der Lauf-Feldmaus ist der Schwanz einfarbig. Die kurzen Krallen der Füße sind mit weißen Haaren bedeckt. Der diploide Chromosomensatz kann aus 14, 15 oder 16 Chromosomen bestehen. Verschiedene morphologische und genetische Abweichungen unterscheiden die Art von anderen Gattungsvertretern.

## Verbreitung
Das Verbreitungsgebiet liegt zwischen den brasilianischen Bundesstaaten Bahia und Paraná. Eine kleine Population ist aus der Provinz Misiones im nordöstlichen Argentinien bekannt. Diese Feldmaus lebt im Flachland und im Hügelland bis 800 Meter Höhe. Sie hält sich in der Ökoregion Mata Atlântica mit Regenwäldern und anderen immergrünen Wäldern auf. Typische Pflanzen sind die Palmen Astrocaryum vulgare und Attalea humilis. Weiterhin treten Arten der Gattungen Clidemia, Adlerfarne und Trema (Hanfgewächse) häufig auf.

## Lebensweise
Die Nahrung besteht aus Insekten, Spinnen und anderen Wirbellosen aus der Laubschicht sowie aus Pflanzensamen und anderen Pflanzenteilen. Die genutzten Reviere sind für Männchen etwa 0,4 und für Weibchen 0,2 Hektar groß. Labortiere waren gelegentlich aggressiv zueinander. Vor der Geburt der Nachkommen bauten Weibchen in Gefangenschaft ein kugelrundes Nest. Weibchen können sich zu allen Jahreszeiten fortpflanzen mit den meisten Geburten am Ende der Trockenperiode. Nach 23 Tagen Trächtigkeit werden durchschnittlich 4,6 Nachkommen geboren die etwa 4 g wiegen. Die Lauf-Feldmaus teilt ihr Territorium mit einer Vielzahl anderer Wühler, mit Hörnchen und mit Beutelratten.

## Gefährdung
Rodungen wirken sich nur geringfügig auf den Bestand aus. In geeigneten Habitaten kommt die Art häufig vor. Sie wird von der IUCN als nicht gefährdet (least concern) gelistet.